# Fabien Ruiz Margaria
Fabien Ruiz Margaria, né le 17 février 1988 à Clamart, est un joueur français de handball qui joue  au poste d'arrière gauche.

## Biographie
Sélectionné en équipe de France junior, il a notamment remporté la médaille de bronze du championnat d'Europe des moins de 20 ans 2008 (da).
Après avoir été formé puis été professionnel à l'US Ivry pendant 11 saisons, il rejoint en 2018 l'US Créteil. En 2020, il évolue une saison au Pontault-Combault Handball avant de rejoindre en 2021 son quatrième club francilien, le Tremblay-en-France Handball.

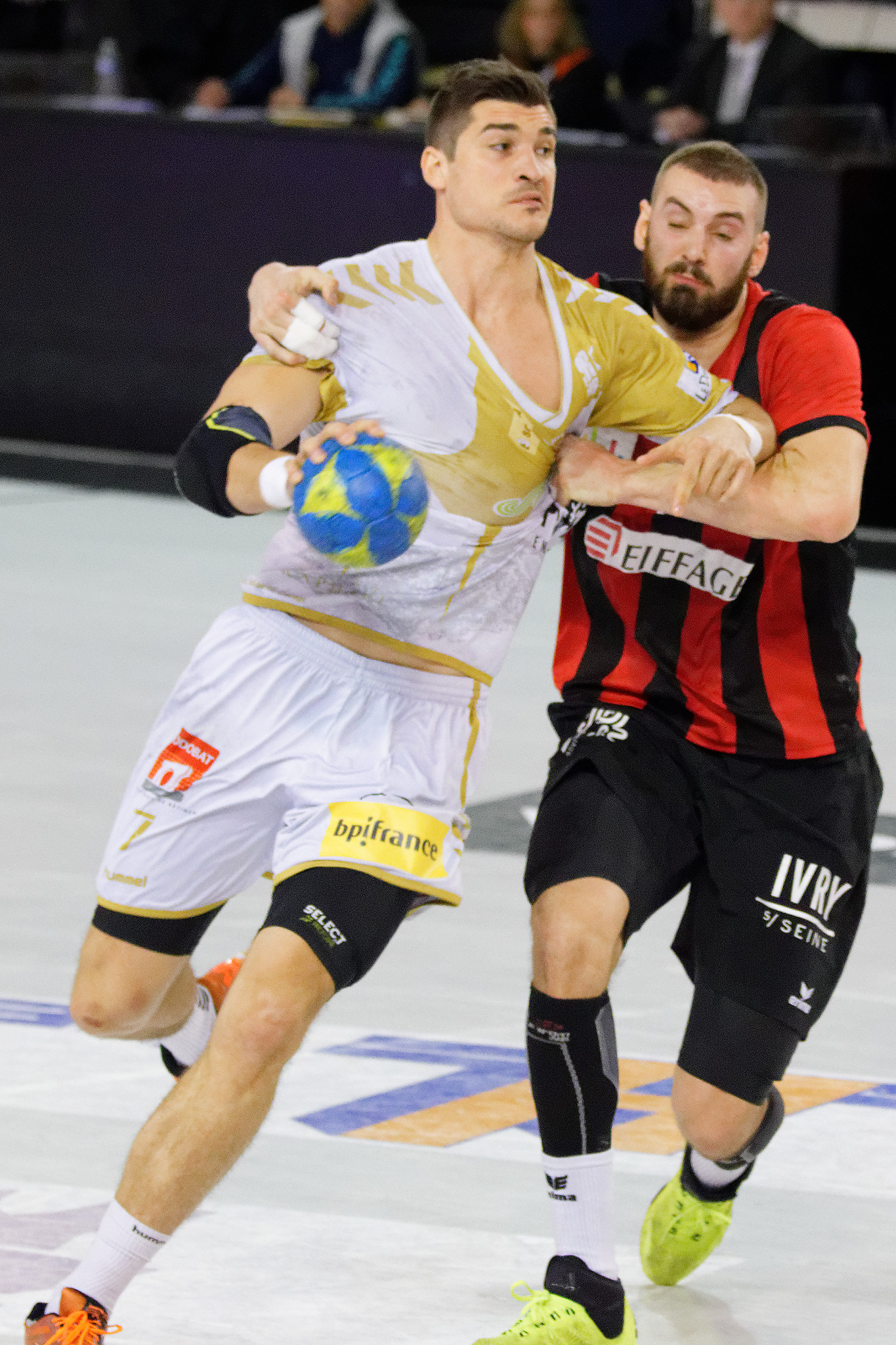
En défense sur Alexandru Șimicu, le 23 mars 2016.

## Palmarès
- Championnat de France D2 (1) :
  - Vainqueur en 2015
  - Finaliste en 2019
- Coupe de France
  - Finaliste en 2012.